# Дітріх Людвіг Густав Карстен
Дітріх Людвіг Густав Карстен Dietrich Ludwig Gustav Karsten (5 квітня 1768, Бютзов — 20 травня 1810, Берлін) — німецький мінералог.

## Біографія
Дітріх Людвіг Густав Карстен походить із сім'ї вчених [Nr. 1–4 .
У 1786 році він почав вчитися в University Hall. 1788 р. Карстен відправився в Марбург, де він взяв участь в описі мінералогічної колекції з садиби професора Нафанаїла Готтфріда Леске. Він опублікував каталог, в якому він використовував свою власну класифікацію. Після його повернення він отримав докторський ступінь в 1789 році в Галле і був призначений в тому ж році в якості професора мінералогії та гірничої науки в Bergakademie Berlin. У той же час, прусський міністр-реформатор Фрідріх Антон фон Гейнітз призначив його особистим помічником.
У 1792 Карстен був призначений радником з гірництва і 1797 р. — головним радником з гірництва. У 1803 році він був призначений таємним секретарем у міністерстві. В квітні 1810 року призначений керівником міністерського департаменту гірничодобувної, металургійної та соледобувної справи. Незабаром після вступу на посаду Карстен помер.
Дітріх Людвіг Густав Карстен — засновник Королівської мінералогічної колекції в Берліні.

## Роботи
- Des Herrn Nathanael Gottfried Leske hinterlassenes Mineralienkabinett, systematisch geordnet und beschrieben, auch mit vielen wissenschaftlichen Anmerkungen und mehreren äussern Beschreibungen der Fossilien begleitet, Leipzig 1789
- Mineralogische Tabellen, 1800